# Патласова, Мария Олеговна
Мария Олеговна Патласова (род. 11 февраля 1999) — российская пловчиха в ластах.

## Карьера
Тренируется в новосибирском клубе «Аверс» у заслуженного мастера спорта России Анастасии Глухих. Неоднократная победительница первенства России, серебряный призёр первенства Европы, победительница и призёр чемпионата Европы.
В июле 2016 года Мария Патласова завоевала на первенстве мира две золотые медали. В плавании в классических ластах на дистанциях 100 м (со временем 47,16 сек.) и 200 м (1 мин. 42,46 сек.) она побила юношеский рекорд мира.
С чемпионата Европы Мария привезла две золотые, серебряную и бронзовую награды.
В 2015 году окончила школу № 197 города Новосибирска. Закончила училище олимпийского резерва. Учится в СибГУФК.
С чемпионата мира 2018 года привезла три золота и серебро. Приказом министра спорта РФ № 7-нг удостоена почётного звания заслуженный мастер спорта России.